# Дерняки
Дерняки — деревня в Окуловском муниципальном районе Новгородской области, относится к Боровёнковскому сельскому поселению.
Деревня расположена на левом берегу реки Льняная в 12 км к северо-востоку от административного центра сельского поселения — посёлка Боровёнка. Расстояние до административного центра муниципального района — города Окуловка — 13 км на юг или 32 км по автомобильным дорогам. К западу от Дерняков, на расстоянии около 800 м, находится деревня Коржава Дерняковская.
| 2010 |
| ---- |
| 120  |

## История
Первое упоминание о деревне соотносят с упоминанием о Дернике в 1495 году в писцовых книгах Деревской пятины.

## Достопримечательности
Памятники истории усадьба К. Массе и парк (7,6 га).

## Транспорт
Ближайшая железнодорожная станция расположена в Боровёнке. В 1 км к западу, в Коржаве Дерняковской проходит автомобильная дорога Боровёнка — Висленев Остров — Любытино.